# Raffi
Hakob Melik Hakobyan, známý pod pseudonymem Raffi, (1835 Payajuk, Írán – 25. dubna 1888 Tiflis, Ruská říše) byl arménský spisovatel a vůdčí osobnost arménské literatury 19. století. Je považován za jednoho z nejvlivnějších a nejpopulárnějších moderních arménských autorů. Jeho díla, zejména historické romány, sehrála důležitou roli ve vývoji moderního arménského nacionalismu. Ara Baliozjan ho označil za největšího arménského spisovatele 19. století.

## Životopis
Raffi se narodil v roce 1835 ve vesnici Payajuk v okrese Salmas v severozápadním Íránu. Byl nejstarším synem ze třinácti dětí v rodině dědičných arménských šlechticů (meliků). Jeho otec Melik Mirza byl bohatý obchodník. Raffi se začal vzdělávat v místní škole, kterou vedl kněz, otec Teodik, jehož později ztvárnil ve svém románu Kaytser („Jiskry“). Ve dvanácti letech ho otec poslal do Tiflisu, v té době významného centra arménského intelektuálního života, aby tam pokračoval ve středoškolském vzdělání na internátní škole vedené arménským učitelem Karapetem Belachjancem. V roce 1852 se zapsal na ruské státní gymnázium v Tiflisu. Během čtyřletého studia se Raffi seznámil s ruskými a dalšími evropskými autory, kteří ho ovlivnili, (např. Schiller, Victor Hugo), jejichž díla četl prostřednictvím ruských publikací a arménských překladů mechitaristů.
Kvůli finančním potížím rodiny nemohl Raffi pokračovat ve studiu a gymnázium nedokončil. V roce 1856 se vrátil do rodné vesnice, aby pomáhal v rodinném podniku. V letech 1857–1858 cestoval po arménských provinciích Íránu a Osmanské říši, sbíral informace o životních podmínkách v arménských vesnicích, geografii regionu a historické paměti obyvatel. Cestoval do Taronu, Vanu, Aghtamaru a Varagavanku, kde se setkal s budoucím katolikosem všech Arménů Mkrtichem Chrimianem. Během svých cest na vlastní oči viděl útlak arménských rolníků a zkorumpovanost jejich vůdců. Informace a dojmy, které během svých cest získal, mu později posloužily jako materiál pro jeho literární díla.
Raffi svou spisovatelskou kariéru začal v roce 1860, kdy publikoval své první dílo v novinách Hyusisap'ayl. V roce 1863 se oženil s Asyřankou Annou Hormouzovou, a v roce 1868 se přestěhoval do Tiflisu. V této době byl nucen převzít kontrolu nad upadajícím rodinným podnikem, ale nepodařilo se mu zachránit ho před bankrotem. Často se ocital v tíživé finanční situaci a neustále psal, aby uživil svou ženu a dvě děti, ale také matku a mnoho sester. Raffiho situace se poněkud zlepšila po roce 1872, kdy byl Grigorem Artsrunim pozván do redakce novin Mshak, kde byly poprvé publikovány jeho romány. Brzy se stal nejoblíbenějším a nejaktivnějším spisovatelem novin a získal si široké uznání pro své neotřelé myšlenky, adresnost palčivých otázek současného arménského života, vytříbený jazyk a živý styl. Kromě beletristických děl psal také cestopisy a články. Právě v této době začal používat pseudonym Raffi. Několik let působil jako učitel na arménských školách v Tabrízu (1875–1877) a Agulisu (1877–1879), ale v této funkci nemohl pokračovat kvůli odporu konzervativců k jeho románu Harem, kde kritizoval tradiční východní společnost. Raffi se vrátil do Tiflisu, kde zůstal po zbytek života a psal na plný úvazek. V roce 1884 se rozešel s Grigorem Artsrunim a začal psát pro týdeník Ardzagank.
Hakob Melik Hakobyan zemřel 25. dubna 1888 v Tiflisu. Jeho pohřebního průvodu se zúčastnily tisíce lidí. Byl pohřben na hřbitově arménského kostela Svaté Bohorodičky, nyní Panteonu Chojivank v Tbilisi, kde jsou pohřbeni také Hovhannes Tumanyan, Gabriel Sundukian, Ghazaros Aghayan a Grigor Artsruni. Jeho žena Anna a dva synové Aram a Aršak později emigrovali do Londýna.

### Pohledy
Raffi byl romantický nacionalista, který považoval vlastenectví a obranu vlasti za povinnost každého jednotlivce, ve svých dílech zdůrazňuje koncept národní jednoty, snaží se lidi osvítit a naplnit vlasteneckým cítěním. Stejně jako jeho předchůdce Chačatur Abovjan si přál jednotu Arménů v Íránu, Rusku a Osmanské říši v boji proti cizí nadvládě, nikdy otevřeně nevyzýval k ozbrojené revoluci, ale propagoval ozbrojenou sebeobranu „jako nejdůstojnější a nejlegitimnější lidské právo“.
Raffi považoval chování a charakter člověka za produkt jeho prostředí a životních podmínek. Za nejdůležitější nástroje pokroku a reformy společnosti považoval vzdělání a osvětu. Ve snu, který viděl hlavní hrdina jeho románu Blázen, si představoval budoucí Arménii jako sjednocenou, mírovou a nezávislou zemi se zastupitelskou vládou a socializací klíčových průmyslových odvětví, kde byli sousedé Arménů, Kurdové, „civilizováni a asimilováni“.
Raffi neschvaloval všechna náboženství a zejména křesťanství považoval za „pasivní“ náboženství, které zanechalo arménský národ slabý a bezbranný. Prostřednictvím jedné z postav své novely Džalaleddin si posteskl, že Arméni použili své prostředky na kláštery a kostely místo na pevnosti a zbraně. Byl velmi kritický vůči duchovenstvu, které ve svých dílech představuje jako obskurní a parazitické. kritizoval také ty, kteří rozdmýchávali mezikonfesní rozpory mezi apoštolskými a katolickými Armény. Prosazoval světské pojetí arménského národa na základě jazyka a společného původu, nikoli náboženství.

### Vliv a odkaz
Dopad Raffiho čtených vlasteneckých děl byl silný a okamžitý. Podle Vahé Ošagana se Raffi stal „ideovým otcem arménských revolučních hnutí“, který aplikoval „myšlenky osvícenství a politického probuzení“ na Armény, zatímco Louise Nalbandianová píše, že Raffiho díla „sloužila jako návod k organizované revoluční akci.“ Ačkoli Raffi vyzýval spíše k sebeobraně než k ozbrojené revoluci, jeho díla, stejně jako díla Mikaela Nalbandiana, Rafaela Patkaniana a dalších, sloužila jako inspirace pro arménské revoluční strany. Simon Vratsian, významný vůdce Arménské revoluční federace, ve svých pamětech vzpomíná, že do této politické strany vstoupil jako teenager částečně proto, že věřil, že Raffi, který zemřel několik let před založením strany, byl jejím členem.
V arménském Jerevanu byla po Raffim pojmenována škola a ulice.

## Dílo (výběr)
- Salbi – psán 1855–1874, vydán 1911
- Harem – publikace prvních částí v letech 1874–1875, poslední část posmrtně jeho manželkou
- Jalaleddin – 1878
- The Fool – 1880
- Davit Bek – 1880–1882
- The Golden Rooster – 1882
- The Diary of a Cross-Stealer – 1882–1883
- Sparks – 2 svazky, 1883–1884
- Samuel – 1886
- The Five Melikdoms of Karabagh – 1888; dílo faktu o historii Melikdomů z Karabachu
- Memoirs

### V češtině
- Bibi-Šarabani – úvod František Sekanina; přeložil Jaroslav Dohnal; in: 1000 nejkrásnějších novel... č. 70. Praha: Josef Richard Vilímek, 1914